# Ștergerea întârziată a alegerii cuantice
Experimentul „Ștergerea întârziată a alegerii cuantice”, efectuat prima dată de către Yoon-Ho Kim, Yu R., Kulik SP, YH Shih, și Marlan O. Scully, și raportat la începutul anului 1999, este o elaborare a experimentului ștergerii sau radierii cuantice implicând conceptele avute în vedere în experimentul lui Wheeler „al alegerii întârziate”.
Acesta a fost conceput pentru a investiga consecințele specifice ale experimentului bine-cunoscut al fantei duble din mecanica cuantică, precum și consecințele inter-corelării sau cuplării cuantice .

## Introducere
În experimentul de bază al fantei duble, un fascicul foarte îngust de lumină coerentă de la o sursă care este destul de departe pentru a avea fronturi de undă aproape perfect paralele este direcționat perpendicular spre un perete perforat de două orificii paralele - fante. Lățimile fantelor și distanța care le separă sunt aproximativ de același ordin de mărime ca și lungimea de undă a luminii incidente.
În cazul în care un ecran de detectare (orice, de la o foaie de hârtie albă la un aparat de fotografiat digital) este pus pe partea cealaltă a peretelui cu fantă dublă,va fi observat un model de franje de benzi luminoase și benzi întunecate, numit un model de interferență.
Încă de timpuriu în istoria acestui experiment, oamenii de știință au descoperit că, prin scăderea suficient de mult a luminozității sursei de lumină , particulele individuale de lumină care formează model de interferență sunt detectabile.
Ei au încercat să descopere prin care fantă a călătorit o unitate dată de lumină – particula elementară de lumină (foton).
În mod neașteptat, rezultatele descoperite au fost că, dacă se face ceva pentru a permite determinarea căii pe care fotonul o alege, modelul de interferență dispare: nu există nici un model de interferență.
Fiecare foton lovește pur și simplu detectorul trecând prin una dintre cele două fante.
Fiecare fantă produce o mulțime de puncte de impact simple și unice, nu există nici un model de interferență.
Este împotriva intuiției faptul că se obțin rezultate diferite depinzând dacă fotonul este sau nu constrâns să urmeze o cale sau alta, după ce trece prin fantă, dar înainte de a atinge detectorul.
Două teorii contradictorii ale naturii luminii au fost susținute îndelung.
Descoperirea că lumina interferează cu ea însăși părea să dovedească faptul că lumina nu ar putea fi o particulă.
Se părea că trebuia să fie o undă pentru a explica interferența văzută în experimentul dublei fante (prima dată conceput de Thomas Young, în experimentul lui clasic de interferență din secolul al XVIII).
La începutul secolul al XX-lea, experimentele cu efectul fotoelectric (fenomen care face posibilă măsurarea luminii în camerele foto sau video) a adus o dovadă la fel de puternică ce susține ideea că lumina are un comportament de particulă.
Nimic nu este observabil între momentul la care un foton este emis (pe care experimentatorii cel puțin îl pot localiza în timp prin determinarea timpului la care energia a fost furnizată emițătorului de electroni) și momentul în care apare că are loc transferul de energie la un ecran detector (cum ar fi un senzor CCD sau emulsia unui aparat cu film).
Cu toate acestea, experimentatorii au încercat să obțină informații indirecte despre calea pe care un foton se deplasează cu "adevărat", atunci când trece prin dispozitivul cu dublă fantă.
În acest proces ei au aflat că prin controlul căii luate de unul dintre fotonii dintr-o pereche de fotoni inter-corelați cuantic se controlează în mod inevitabil calea luată de fotonul-pereche cuplat (geamăn).
În plus, în cazul în care fotonul-partener (pereche) este trimis printr-un dispozitiv cu dublă-fantă și, astfel, interferează cu sine, atunci în mod foarte surprinzător, primul fotonul se va comporta, de asemenea, într-o manieră coerentă ca și cum ar fi interferat cu sine, chiar dacă nu există nici un dispozitiv cu dublă-fantă în cazul său.
Într-un experiment de ștergere cuantică, se face un aranjament pentru a detecta prin care dintre cele două fante trece fotonul, dar, de asemenea, se realizează experimentul în așa fel încât această informație poate fi "ștearsă", după ce evenimentul a avut loc.
În practică, această "ștergere" a informației despre calea urmată înseamnă cel mai adesea înlăturarea constrângerilor care au obligat fotonii să urmeze două căi diferite, separate între ele.
Într-un alt experiment, în loc să se realizeze divizarea unui foton sau a undei de probabilitate între două fante, fotonul este trimis la un separator de fascicul.
Dacă se gândește în termenii unui flux de fotoni direcționat în mod aleatoriu de către un astfel de separator de fascicule pentru a merge apoi pe două căi, care nu interacționează, este clar că un foton nu poate interfera apoi cu orice altul sau cu el însuși.
În cazul în care rata de producere a fotonilor este redusă, astfel că doar un singur foton intră în aparat în orice moment, cu toate acestea, nu se poate înțelege fotonul doar ca deplasându-se pe o singură cale pentru că atunci când razele care ies sunt redirecționate astfel încât acestea să ajungă la același detector comun, atunci apar fenomene de interferență.
În cele două diagrame din dreapta, fotonii sunt emiși la un moment dat de sursa simbolizată de steaua galbenă.
Fiecare dintre ei trece printr-un separator de fascicule de 50% – o oglindă semitransparentă - marcată cu verde, ce reflectă 1/2 dintre fotoni care apoi se deplasează de-a lungul a două căi posibile, descrise de către liniile roșii sau albastre.
În diagrama de sus, se poate vedea că traiectoriile fotonilor sunt în mod clar cunoscute - în sensul că, dacă un foton apare în partea superioară a aparatului el trebuie să fi venit pe calea care conduce la acel punct (linia albastră ), iar în cazul în care se deplasează către marginea aparatului el trebuie să fi venit prin intermediul celeilalte căi (linia roșie).
În continuare, după cum se arată în diagrama de jos, un al doilea separator de fascicule este introdus în partea dreaptă sus.
Astfel se poate direcționa fiecare fascicul pe fiecare dintre cele două căi; prin urmare, rețineți că tot ceea ce pleacă mai departe către ieșirea aparatului poate să fi venit prin intermediul oricăreia dintre căi.
În acest sens se înțelege faptul că informațiile despre calea urmată au fost "șterse".
(Informațiile despre calea urmată nu sunt distruse ci amestecate și devin indisponibile, astfel că nu se mai pot distinge căile urmate - nt.trad.).
De notat că sunt introduse diferențe totale de fază de-a lungul celor două căi (schimbarea fazelor cu 180 de grade la reflexii și cu 90 de grade la refracții), din cauza diferitelor efecte ale trecerii printr-o placă de sticlă, ale reflectării pe prima suprafața a acesteia, a trecerii prin suprafața din spate a unui separator de fascicule semi-argintat și a reflectării pe partea din spate ( partea interioară) a suprafeței reflectorizante.
Rezultatul este că undele ies câte două atât înspre în sus cât și spre dreapta.
Concret, undele care ies spre în sus interferă distructiv, în timp ce undele care ies în dreapta interferă constructiv.
O explicație mai detaliată a schimbărilor de fază implicate aici pot fi găsite în articolul despre interferometrul Mach-Zehnder.
De asemenea, experimentul descris mai sus, este relatat în întregime într-o referință.
Dacă al doilea separator de fascicule din diagrama de jos ar putea fi introdus sau scos s-ar putea afirma că un foton trebuie să fi călătorit prin intermediul uneia sau alteia dintre căi în cazul în care a fost detectat la capătul uneia dintre căi sau al alteia.
Ar apărea că fotonul "a ales" o cale sau alta numai la separatorul de fascicule (stânga jos), și, prin urmare, ar putea ajunge doar la capătul căii respective.
Asigurarea subiectivă că fotonul a urmat o singură cale este adus în discuție, cu toate acestea, în cazul în care (după ce fotonul se presupune că "decis" care cale va urma) un al doilea separator de fascicule e introdus, ceea ce face apoi imposibil de spus pe care cale fotonul a călătorit.
Ceea ce odată părea a fi o problemă de tip "alb sau negru", acum pare a fi o problemă "gri".
Aceasta este amestecul dintre cele două căi separate inițial, care constituie faptul la care ne referim ca fiind "ștergerea".
Aceasta este, de fapt mai mult "o întoarcere la nedeterminare."

## Experimentul
Aranjamentul experimental, descris în detaliu în documentul original, este după cum urmează.
Mai întâi un singur foton este generat și trece printr-un dispozitiv cu două fante (reprezentat de linia neagră verticală din colțul din stânga sus al diagramei).
Fotonul trece printr-una (sau ambele) dintre cele două fante, ale căror trasee sunt afișate ca linii roșii sau albastru deschis, arătând prin care fantă a venit fotonul (albastru deschis indică fanta A, roșu indică fanta B).
Până acum, experimentul este ca un experiment convențional cu două fante.
Cu toate acestea, după ce se trece de fante, cristalul de oxid beta borat de bariu (denumit BBO) determină „o conversie parametrică spontană de coborâre” (CSPD), transformând fiecare foton (de la fiecare fantă) în doi fotoni identici cuplați - sau intercorelați - având 1/2 din frecvența fotonului original (conversie de coborâre a frecvenței la tranziția în jos pe nivelul inițial).
Acești fotoni sunt forțați de către o prismă Glan-Thompson să urmeze două căi divergente.
Unul dintre acești fotoni, denumit în continuare "foton-semnal" (priviți liniile roșii și albastru-deschis mergând în sus de la prisma Glan-Thompson), continuă până la detectorul-țintă numit D0.
Pozițiile în care acești fotoni "semnal" detectați de către D0 apar pot fi ulterior examinate pentru a descoperi dacă, la un loc, aceste poziții formează un model de interferență.
Celălalt foton cuplat, denumit în continuare "foton-martor întârziat " (priviți liniile roșii și albastru deschis care merg în jos din prisma Glan-Thompson), este deviat printr-o prismă care-l trimite pe căi divergente, în funcție de faptul dacă a venit de la fanta A sau fanta B.
Modul de generare al perechilor de fotoni cuplați semnal-martor (signal-idler), proprietățile acestora, precum și imaginile anexe pot fi vizionate la adresele web
Spontaneous parametric down-conversion
polarization-entangled photon pairs
NOTA TRADUCĂTORULUI:
Un foton de lumină laser ultravioletă, cu lungimea de undă de cca 700 nm, este trimis prin fante asupra unui cristal optic non-linear de oxid de Beta Borat de Bariu BBO.
El excită un electron al unui atom din cristal pe un nivel superior, iar la revenirea în 2 trepte pe nivelul inițial emite doi fotoni care au fiecare jumătate din energia fotonului incident, adică au frecvența la jumătate (se numește conversie de coborâre atât pentru că frecvența coboară la jumătate din valoarea inițială, dar și pentru că procesul are loc la coborârea electronului emițător pe nivelul inițial de energie).
Perechile de fotoni astfel generați sunt emiși în mediu sub forma a 2 pânze conice, fiecare dintre pânzele conice conținând fotoni având o anumită polarizare.
Polarizările fotonilor conținuți în pânzele conice sunt perpendiculare între ele.
Fotonii emiși exact pe cele 2 direcții formate de intersecțiile pânzelor vor aparține așadar ambelor pânze conice și deci vor avea în mod aleator direcții de polarizare nedeterminate.
Ei pot avea fie polarizare orizontală, fie verticală.
Regula este că atunci când un foton din pereche are o polarizare de un anumit fel, cu certitudine celălalt va avea polarizarea perpendiculară pe primul (complementară).
Având polarizări complementare dar nedeterminate și deci neputând fi distinși, fotonii din pereche vor manifesta fenomenul de cuplare cuantică, stările lor fiind inter-corelate.
Datorită inter-corelării cuantice instantanee la distanță, eventualele informații aflate despre starea unuia dintre fotonii cuplați vor furniza informații precise despre starea celuilalt foton (prin complementaritate).
Fotonul care va fi măsurat și care va furniza (cu întârziere) informații despre celălalt, va fi foton-MARTOR întârziat.
După fiecare fantă se plasează câte o prismă Glan-Thompson birefringentă, care are două axe optice cu indici de refracție diferiți pentru fiecare din cele două tipuri de polarizare.
Astfel, cei doi fotoni din perechea cuplată care au polarizări ortogonale între ele, vor fi orientați separat de prisme pe două direcții diferite.
Fotonul orientat către detectorul de model de interferență D0 va fi fotonul-semnal(SIGNAL), iar celălalt foton din perechea de "gemeni" cuplați sau inter-corelați va fi fotonul-martor întârziat (IDLER).
Cuvântul "IDLER" poate fi tradus în mai multe moduri:
- MARTOR (este traducerea utilizată în limba franceză) - fiind cuplat cu fotonul-semnal, furnizează informații exacte despre starea acestuia.
- IDLE = LENEȘ, în sensul de ÎNTÂRZIAT – mergând pe o cale mult mai lungă decât FOTONUL-SEMNAL, este detectat și deci furnizează informația despre fotonul-semnal mult DUPĂ ce acesta a fost deja înregistrat.
- IDLER = INUTIL, INACTIV, PASIV = de la presupunerea că detectarea este pasivă (adică nu afectează starea fotonului-semnal și deci rezultatul observației - presupunere ce s-a dovedit a fi falsă).
- IDLE = FĂRĂ TEMEI - ilustrează natura neobișnuită a interacțiunii de cuplare corelată cuantică, care apare a nu avea suport în realitatea fizică.

(Einstein a denumit-o spooky action at a distance Arhivat în 17 iunie 2013, la Wayback Machine. = acțiune fantomatică la distanță ce nu pare a avea un suport fizic de propagare, precum și nălucire înfricoșătoare, datorită șocului provocat de transmiterea instantanee ce contrazice principiul propagării interacțiunii cu viteză finită  - principiul localizării - sau postulatul conform căruia viteza luminii este viteza maximă de propagare).
Informații suplimentare la următoarea adresă download PDF
- IDLER  = ROATĂ DINȚATĂ intermediară, datorită stării de cuplare prin întrepătrundere cu starea fotonului-semnal.

După scindarea celor două căi, sunt întâlnite divizoare sau separatoare de fascicule semi-oglindă (obiectele marcate cu verde), și care au fiecare o șansă de 50% de a permite "fotonului-martor întârziat" să treacă prin ele și o șansă de 50% de a-l reflecta.
Obiectele gri din diagramă sunt oglinzi.
Datorită modului în care sunt aranjate separatoarele de fascicule, "fotonul-martor întârziat" poate fi detectat de către detectoarele marcate cu D1, D2, D3 și D4. Rețineți că:
- În cazul în care acesta este înregistrat la detectorul D3, atunci el poate proveni doar de la fanta A.
- În cazul în care acesta este înregistrat la detectorul D4, el poate proveni numai de la fanta B.
- În cazul în care "fotonul-martor întârziat" este detectat la detectorii D1 sau D2, el ar putea veni de la oricare din fante (A sau B).
Astfel, detectorul care recepționează "fotonul-martor întârziat" fie dezvăluie informații, fie, respectiv nu dezvăluie informații, despre calea urmată de „fotonul-semnal” cu care este cuplat sau inter-corelat.
Dacă "fotonul-martor întârziat" este detectat fie la D1 sau D2, informațiile despre calea urmată au fost "șterse", astfel încât nu există nici o modalitate de a ști dacă acesta (la fel ca și "fotonul-semnal" cuplat) a venit de la fanta A sau de la fanta B.
Dacă "fotonul-martor întârziat" este detectat la D3 sau D4, știm faptul că (la fel ca și fotonul-semnal cuplat) a venit de la fanta A respectiv B.
Prin folosirea unui contor sau circuit de coincidență, experimentatorii au reușit să izoleze semnalul de la fotonul cuplat din omniprezentul semnal de fond - zgomot - din laborator - înregistrând doar evenimentele  în care ambii fotoni (de semnal și întârziat) au fost detectați.
În cazul în care experimentatorii se uită numai la „fotonii-semnal” ai căror "fotoni-martor întârziați" cuplați au fost detectați la D1 sau D2, se găsește un model de interferență.
Cu toate acestea, atunci când s-au uitat la „fotonii-semnal” ai căror "fotoni-martor întârziați" cuplați au fost detectați la D3, sau în mod similar la D4, nu au găsit interferență.
Acest rezultat este similar cu cel al experimentului dublei fante, din moment ce interferența este observată când nu se cunoaște calea pe care fotonul a trecut, în timp ce interferența nu este observată când se cunoaște calea urmată.
Cu toate acestea, ceea ce face acest experiment uimitor este faptul că, spre deosebire de experimentul clasic al dublei-fante, alegerea dacă se păstrează sau se șterg informațiile despre calea urmată de „fotonul-martor întârziat” nu este nevoie să fie făcută decât după ce poziția „fotonului-semnal” deja a fost măsurată la detectorul D0.
Nu există nici o informație despre calea urmată care să fie determinată direct pentru fotonii care sunt detectați la D0, totuși detectarea informațiilor despre calea urmată de către D3 sau D4 înseamnă că nu se observă model de interferență în subgrupul corespondent de fotoni din semnalul de la D0.
Rezultatele experimentului lui Kim, Scully și ceilalți , au arătat că dacă "fotonul-martor întârziat" este detectat la un detector care păstrează informațiile sale despre calea urmată (D3 sau D4), fie la un detector care șterge aceste informații (D1 sau D2), aceasta determină dacă interferența este văzută la D0, chiar dacă "fotonul întârziat" nu este observat decât după ce „fotonul semnal” ajunge la D0, datorită drumului optic mai scurt pentru acesta din urmă.
Unii au interpretat acest rezultat în sensul că alegerea întârziată de a se observa sau nu calea "fotonului întârziat" va schimba rezultatul unui eveniment din trecut.
Cu toate acestea, modelul de interferență poate fi observat (extras) numai după ce au fost detectați "fotonii întârziați"(de exemplu, la D1 sau D2).
Rețineți că modelul total al tuturor „fotonilor-semnal” de la D0, ai căror "fotoni întârziați" cuplați au mers la mai multe detectoare diferite, nu vor arăta niciodată interferențe, indiferent de ceea ce se întâmplă cu "fotonii întârziați".
Se poate face o idee despre cum se produce aceasta analizând cu atenție atât graficul subsetului de „fotoni-semnal” ai căror "fotoni întârziați" au ajuns la detectorul D1 (fig.3 din articolul științific ) , precum și graficul subsetului de „fotoni-semnal” ai căror "fotoni întârziați" au ajuns la detectorul D2 (fig. 4), observând că maximele din primul model de interferență se aliniază cu minimele celui de al doilea model și vice-versa (notate în lucrare ca fiind "o schimbare de fază cu π între cele două franje de interferență"), astfel încât suprapunerea celor două modele nu vor afișa interferență.

## Explicația dată de fizica opticii
Examinând pozițiile „fotonilor-semnal” de la detectorul D0, care să corespund "fotonilor-martor întârziați" de la D1 sau D2, se găsește un model de interferență în datele înregistrate.
Aici pare a fi o neînțelegere despre proveniența acestui model de interferență.
S-ar putea crede că „fotonii-semnal” formează modelul pe calea către detectorul D0 interferând unul cu celălalt.
Dar la detectorul D0 este proiectată de către lentilele convergente doar o imagine neclară a fantei duble, acoperind efectiv orice modele directe de interferență de la fante.
Pentru a înțelege sursa modelului de interferență derivat, trebuie să se concentreze atenția pe cel de-al treilea separator de fascicule BSC, unde se întâlnesc căile fotonilor din ambele fante.
În acest punct există o diferență de fază între căile care fuzionează, care este dependentă de lungimea drumului diferit de la fanta A respectiv B până la separatorul BSC.
În plus lungimea de drum optic și diferența de fază depind în parte de unghiul de deviere al "fotonului-martor întârziat" ce părăsește prisma Glan-Thompson.
Atâta timp cât o poziție fixă de pe detectorul D0 este corelată cu evenimentele de la detectorii D1 sau D2 , doar evenimentele de la D1 sau D2 sunt inspectate, care prezintă aceleași diferențe de fază.
După ce părăsesc separatorul de fascicule BSC, fiecare diferență de fază poate duce la interferență constructivă sau distructivă pe drumul de la separator la D1 și D2 detectoare, permițând în același timp, de asemenea, orice valori arbitrare intermediare.
Dar trebuie să se constate că probabilitățile combinate pentru ambele căi în spatele BSC întotdeauna totalizează valoarea 1, la fel cum diferența de fază dintre căi variază totalizând π sau 180 °.
Prin schimbarea poziției detectorului D0, faza diferită se schimbă la detectorii D1 și D2, fapt ce conduce la o statistică diferită în evenimente observate corelate: se produce în date un model de interferență derivat.
Prin urmare, modelele derivate din detectoarele D1 și D2 se însumează rezultând o distribuție gaussiană, care se observă cu detectoarele D3 și D4.
Datele de la evenimente corelate cu fotoni de la detectoarele D3 și D4 nu prezintă modele derivate de interferență, în primul rând deoarece nu există nici o interferență a căilor diferite ale fotonilor proveniți din ambele fante.

## Relații temporale între date
Notând care dintre fotonii care ating detectorul D0 corespund cu fotonii  care ating detectorii D1, D2, D3 și D4, se pot sorta înregistrările fotonilor colectate de D0 în 4 grupe.
Numai atunci devine posibil să vedem modele de interferență în două dintre grupe și doar modele de difracție în celelalte două grupe.
Dacă nu ar fi numărătorul de coincidențe, nu ar fi nici o cale de a distinge între un foton ce ajunge la detectorul D0 și orice alt foton care îl atinge.
Fotonii nu vor ajunge la detectorii de la D1 la D4 în succesiune regulată, astfel că singura modalitate de a distinge fotonii care sunt în perechi inter-corelate cu cei care au ajuns la fiecare dintre acești detectori este de a-i grupa în funcție de care dintre cei patru detectori a fost activat atunci când un foton a ajuns la detectorul D0.
Rețineți că în diagramele schematice, franjele sau modele de interferență arătate de detectorii D1 și D2 se vor adăuga, formând împreună o bandă compactă.
Suprapunerea modelelor de difracție împerecheate de la D1 și D2 cu modelele de difracție furnizate de detectorii D3 și D4 vor face zona de centru oarecum mai luminoasă decât ar fi în caz contrar, dar nu ar avea altă influență asupra imaginii confuze furnizate de datele primare culese la Detectorul D0.
Este imposibil să știm cărui grup aparține un foton care apare la detectorul D0 la momentul T1 decât după ce partenerul său cuplat este găsit la dintre celelalte detectoare și coincidența lor este măsurată la un moment T2 ceva mai târziu.
Graficele sunt incluse într-un material ce poate fi accesat la următoarea adresă web http://arxiv.org/abs/quant-ph/9903047

## Discuție

### Probleme privind retrocauzalitatea
Acest experiment de radiere întârziată a alegerii cuantice ridică întrebări cu privire la timp, secvențe temporale, și, prin urmare, pune în discuție ideile noastre uzuale de timp și secvență de cauzalitate.
În cazul în care un factor determinant în complicata parte de jos a aparatului determină un rezultat în partea mai simplă de sus a aparatului, care constă doar într-o lentilă și un ecran de detectare, atunci efectul pare să preceadă cauza.
Deci, în cazul în care drumurile optice implicate în partea complicată (cea de jos) a aparatului ar fi fost mult extinse, astfel încât, de exemplu, ar putea trece un an înainte ca un foton să ajungă la D1, D2, D3 sau D4, atunci când un foton ar fi apărut la unul din aceste detectoare ar determina ca fotonul din partea de sus, cea simplă a aparatului, să fi apărut într-un anumit mod cu un an mai înainte.
Poate că modificând căile optice spre cele patru detectoare pentru ca acestea să fie parcurse pe durata unui an, astfel încât numărul de rezultate posibile se reduce la două sau poate chiar la unul, atunci experimentatorul ar putea trimite un semnal înapoi în timp.
Comutând între un prim aranjament posibil și un al doilea aranjament posibil în partea complicată a experimentului, aceasta ar funcționa atunci ca deschiderea și închiderea unui întrerupător de telegraf.
O obiecție care pare a anula aceasta este imediat ridicată: Fotonii care apar în D1 până la D4 nu urmează o succesiune regulată.
Prin urmare, fotonii care apar la D0 se acumulează pe același ecran de detectare în ordine aleatorie.
Nu există nici o modalitate de a spune, observând pur și simplu momentul și locul în care fiecare foton este detectat cu ajutorul lui D0, cărui dintre celelalte patru detectoare îi corespunde acesta.
Deci, rezultatul va fi ca și cum am încearcă să privim la un ecran de proiecție de film pe care sunt focalizate simultan patru proiectoare. Tot ecranul va fi inundat cu lumina.
Pentru a separa fotonii care sosesc la D0 între cei care vor forma unul sau altul dintre cele două modele de interferență care se suprapun și, de asemenea, cei care vor forma cele două modele de difracție, va fi necesar să știm cum să-i colectăm în cele patru seturi.
Dar pentru a face acest lucru este necesar să primim, de la cea de a doua parte a experimentului, mesaje despre care detector a fost implicat în detectarea partenerului intercorelat al fiecărui foton recepționat la detectorul D0.
Pentru a mai simplifica puțin, datele colectate la D0 ar fi ca un mesaj criptat.
Acesta ar putea fi decriptat doar atunci când cheia codului ar fi fost furnizată de către un mesaj care nu ar putea călători mai repede decât viteza luminii.
Acest obstacol descurajant în calea trimiterii de mesaje înapoi în timp, nu a oprit însă toți cercetătorii de la încercarea de a găsi o modalitate de a ocoli acest blocaj.
Obiecția ridicată în ceea ce privește problema de a determina care foton este cel care ajunge la D0 este o obiecție rezonabilă, cu toate acestea problema este rezolvată prin emiterea a câte unui singur foton la un moment dat.

### Detalii referitoare la retrocauzalitate în experimentul lui Kim
În lucrarea lor, Kim și ceilalți  explică faptul că noțiunea de complementaritate (principiul incertitudinii) este unul dintre principiile de bază ale mecanicii cuantice.
Potrivit Principiului de incertitudine al lui Heisenberg, nu este posibil să se măsoare precis atât poziția cât și impulsul unei particule cuantice, în același timp. 
Cu alte cuvinte, poziția și impulsul sunt complementare.
În 1927, Niels Bohr a susținut că particulele cuantice au atât un comportament ondulatoriu cât și un comportament de particulă, dar pot manifesta doar un singur tip de comportament, ceea ce împiedică manifestarea caracteristicii complementare.
Această complementaritate a ajuns să fie cunoscută sub numele de dualismul corpuscul-undă al mecanicii cuantice.
Richard Feynman credea că prezența acestor două aspecte, în condiții care împiedică manifestarea lor simultană, este misterul de bază a mecanicii cuantice.
Potrivit lui Kim și celorlalți, "Mecanismele actuale care impun complementaritatea variază de la o situație experimentală la alta." 
În experimentul dublei-fante, opinia generală este că această complementaritate aparent face imposibil de a determina prin care fantă trece fotonul, fără ca, în același timp, aceasta să producă o perturbare suficientă pentru a distruge modelul de interferență.
O lucrare din 1982 a lui Scully și Drühl a eludat problema perturbării produse ca urmare a măsurării directe a fotonului, în conformitate cu Kim și ceillalți , Scully și Drühl "au găsit o cale de a ocoli obstacolul incertitudinii poziție-impuls și au propus o radiere (ștergere) cuantică pentru a obține informațiile „căii urmate de particule”, fără a introduce diferențe mari necontrolate de fază care să perturbe interferența".
Scully și Drühl au constatat că nu există nici un model de interferență atunci când se obține informația despre calea urmată de foton, chiar dacă această informație a fost obținută fără observarea directă a fotonul original, dar că, dacă se "șterge" cumva informația despre calea urmată, este observat din nou un model de interferență.
În ștergerea întârziată a alegerii cuantice discutate aici, modelul de interferență există, chiar dacă informația despre calea urmată este ștearsă la scurt timp DUPĂ ce fotonii semnal au atins detectorul primar.
Cu toate acestea, modelul de interferență poate fi văzut doar retroactiv, numai după ce fotonii întârziați au fost deja detectați și experimentatorul a obținut deja informații despre ei, modelul de interferență fiind văzut atunci când experimentatorul observă subseturi specifice de „fotoni semnal”, care corespund cu „fotoni-martor întârziați”care au ajuns la anumite detectoare.

### Principalul obstacol pentru utilizarea retrocauzalității în comunicarea de informații (dinspre viitor spre trecut)
Modelul total (însumat) al „fotonilor-semnal” de la detectorul primar D0 nu prezintă niciodată interferență, astfel încât nu este posibil să se deducă ce se va petrece cu „fotonii-martor întârziați” doar observând „fotonii-semnal” cu care sunt cuplați (inter-corelați), ceea ce ar deschide posibilitatea obținerii de informații pe o cale mai rapidă decât lumina (din moment ce s-ar putea deduce această informație înainte ca un mesaj ce se deplasează la viteza luminii să aibă timp pentru a călători de la detectorul „fotonului-martor întârziat” la detectorul „fotonului-semnal”) sau chiar de a obține informații despre viitor (din moment ce, așa cum s-a menționat mai sus, „fotonii-semnal” pot fi detectați înaintea celor „întârziați”), ambele cazuri putând fi calificate drept încălcări ale cauzalității în fizică.
Aparatele aflate în discuție aici nu ar fi putut comunica informații într-o manieră retro-cauzală, deoarece este nevoie de un alt semnal, unul care trebuie să ajungă printr-un proces care nu poate merge mai repede decât viteza luminii, pentru a sorta datele suprapuse din fotonii de semnal din cele patru fluxuri care reflectă stările „fotonilor-martor întârziați” de la cele patru ecrane de detectare distincte.
De fapt, o teoremă demonstrată de Phillippe Eberhard arată că dacă ecuațiile acceptate ale teoriei relativiste ale câmpului cuantic sunt corecte, niciodată nu ar trebui să fie posibil să se încalce experimental cauzalitatea utilizând efecte cuantice  (a se vedea referința  care tratează problema, subliniind rolul probabilităților condiționale).
Cu toate acestea, există cei care perseverează în încercarea de a comunica retroactiv.
Unii fizicieni au speculat despre posibilitatea ca aceste experimente să poată fi modificate într-un mod care ar fi în concordanță cu experimentele anterioare, dar care ar putea permite încălcări experimentale ale cauzalității 

### Raționament eronat
Speculațiile privind transmiterea de informație din viitor către trecut se bazează pe un raționament eronat. Experimentul discutat nu demonstrează că o asemenea transmisiune ar fi posibilă.